# Федотов, Юрий Степанович
Ю́рий Степа́нович Федо́тов (17 августа 1938, Казань, ТАССР, РСФСР, СССР — 6 октября 2008, Казань, Татарстан, Россия) — артист театра, лауреат премии Мусы Джалиля и премии Тукая (1981). Народный артист России (1996).

## Биография
Родился 17 августа 1938 года в Казани.
В 1957 году был принят в Казанский государственный академический русский Большой драматический театр имени В.И. Качалова, начал играть во вспомогательной группе и дорос до ведущего артиста театра. Окончил театральную студию при этом театре (1961).
За полвека работы на театральной сцене сыграл более 200 ролей, вошедших в золотой фонд театрального искусства России, ставших событиями в культурной жизни Татарстана.
Умер в 2008 году.

## Награды
- Заслуженный артист РСФСР (1984).
- Народный артист России (1996).
- Народный артист Татарской АССР.
- Государственная премия Республики Татарстан имени Мусы Джалиля[1].
- Государственная премия Республики Татарстан имени Габдуллы Тукая (1981).
- Орден Знак Почета.
- Орден Трудового Красного Знамени.